# HD 142889
HD 142889，又名CD-3710620，SAO 207178、HR 5935，是一颗恒星，视星等为6.31，位于銀經339.14，銀緯11.89，其B1900.0坐标为赤經15h 51m 56.3s，赤緯-37° 11.89′ 53″。